# Сеитбообращение
Сеитбообращението е обосновано редуване на културите по време и по място върху определена обработваема площ. Редуването по време представлява смяна на културите по години върху съответното поле, а редуването по място показва последователността на преминаване на всяка култура от едно поле на друго.
Съществуват различни причини, поради които отглеждането на дадена култура върху същата площ намалява величината на добива от нея. Те са обединени в четири по-общи групи: биологични, химични, физични и стопански.
- Към биологичните причини се отнася опасността от намножаване на едни и същи плевели, болести и неприятели по културните растения;
- Към химичните причини се отнася опасността от едностранчиво „изнасяне“ чрез продукцията на хранителните вещества в почвата;
- Към физичните причини се отнася опасността от влошаване на физичните свойства на почвата при прилагане на еднотипна технология на обработката ѝ;
- Към стопанските причини се отнася необходимостта да се съхрани почвеното плодородие чрез подходящо редуване на културите, при получаване на високи и стабилни добиви.

Периодът, през който всички култури в определената последователност преминат по всички полета, се нарича изреждане (ротация) на сеитбообращението. Отглеждането на културата след себе си за период от 2 – 3 години се нарича кратка монокултура, а при повече години – продължителна монокултура. Отношението на културата към отглеждане след себе си или след други култури се изразява с понятието поносимост.
За правилното редуване на културите са разработени типове сеитбообращения.

## Поносимост между културите
Поносимостта между земеделските култури' е средна оценка, която изразява дали отглеждането на някоя култура след друга (неин предшественик) е подходящо или не. Когато предшественикът е подходящ, поносимостта се определя като много добра или добра, а когато предшестващата култура е неподходяща – поносимостта се определя като слаба или лоша. Поносимостта между редица култури е толкова лоша, че те не бива да се отглеждат една след друга поне няколко години. Такава лоша поносимост е налице най-вече между култури с общи икономически важни болести.
Отглеждането на културата след себе си в кратка или продължителна монокултура е приемливо, когато е налице добра самопоносимост. Културите с лоша (отрицателна) самопоносимост не бива да се отглеждат на същата земя продължително време.
Примери:
- Култури с добра самопоносимост са царевицата, ръжта, тютюнът и др.
- С отрицателна самопоносимост са слънчогледът, цвеклото, фасулът, люцерната и някои други.